# آنا یگوریان
آنا یگوریان ( زاده ۳ فوریهٔ ۱۹۹۰) قایقران در رشته روئینگ زن اهل ارمنستان است.